# Urban Janke

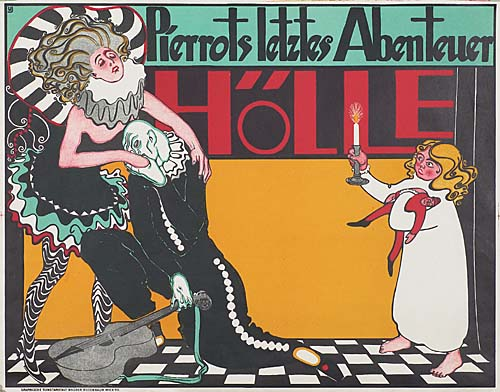
Urban Janke: Pierrots letztes Abenteuer, Plakat. Druck: Brüder Rosenbaum, Wien 1911 (Österreichische Nationalbibliothek)

Urban Janke (* 12. Februar 1887 in Blottendorf, Böhmen; † 1915 vermisst an der Ostfront) war ein österreichischer Grafiker und Designer.

## Leben
Janke studierte von 1903 bis 1908 an der Wiener Kunstgewerbeschule bei Bertold Löffler und Rudolf von Larisch. Er gestaltete Plakate und Glasobjekte für Lobmeyr, trug Illustrationen zur Zeitschrift Erdgeist bei und schuf Bilder für die Wiener Werkstätte. Ab 1908 lehrte er an der Kunstgewerbeschule Magdeburg. Er war Mitglied des Österreichischen Werkbunds.
Janke nahm unter anderem an der Kunstschau Wien 1908, an der Winterausstellung des Museums für Kunst und Industrie 1911/12 und der Bugra Leipzig 1914 teil.